# Liste von Persönlichkeiten der Stadt Bischofswerda
Die Liste der Persönlichkeiten der Stadt Bischofswerda enthält Personen, die in der Geschichte der sächsischen Stadt Bischofswerda eine nachhaltige Rolle gespielt haben. Es handelt sich dabei um Persönlichkeiten, denen die Ehrenbürgerschaft verliehen wurde, die hier geboren sind oder hier gewirkt haben.
Für die Persönlichkeiten aus den nach Bischofswerda eingemeindeten Ortschaften siehe auch die entsprechenden Ortsartikel.

## Ehrenbürger
- 1891: Otto von Bismarck (1815–1898), Reichskanzler
- 1911: Heinrich Gräfe (1857–1917), Weingroßhändler, Stadtverordnetenvorsteher und antisemitischer Reichstagsabgeordneter 1893–1917
- 6. August 1917: Ernst Richard Huste (1856–1926), Kaufmann und Stadtrat
- 28. März 1933: Adolf Hitler (1889–1945), Reichskanzler[1]

## Söhne und Töchter der Stadt

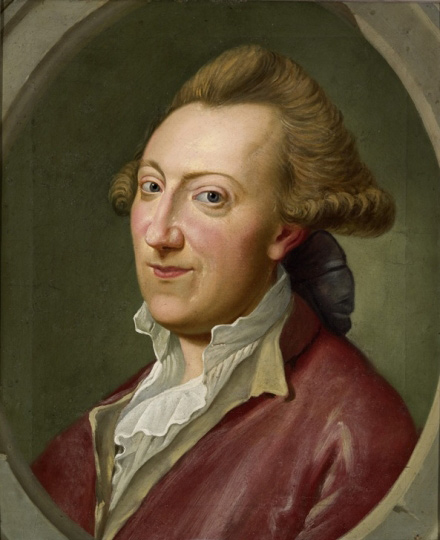
Christian Adolph Klotz, um 1770

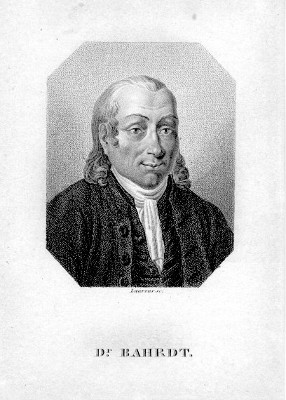
Karl Friedrich Bahrdt, um 1780

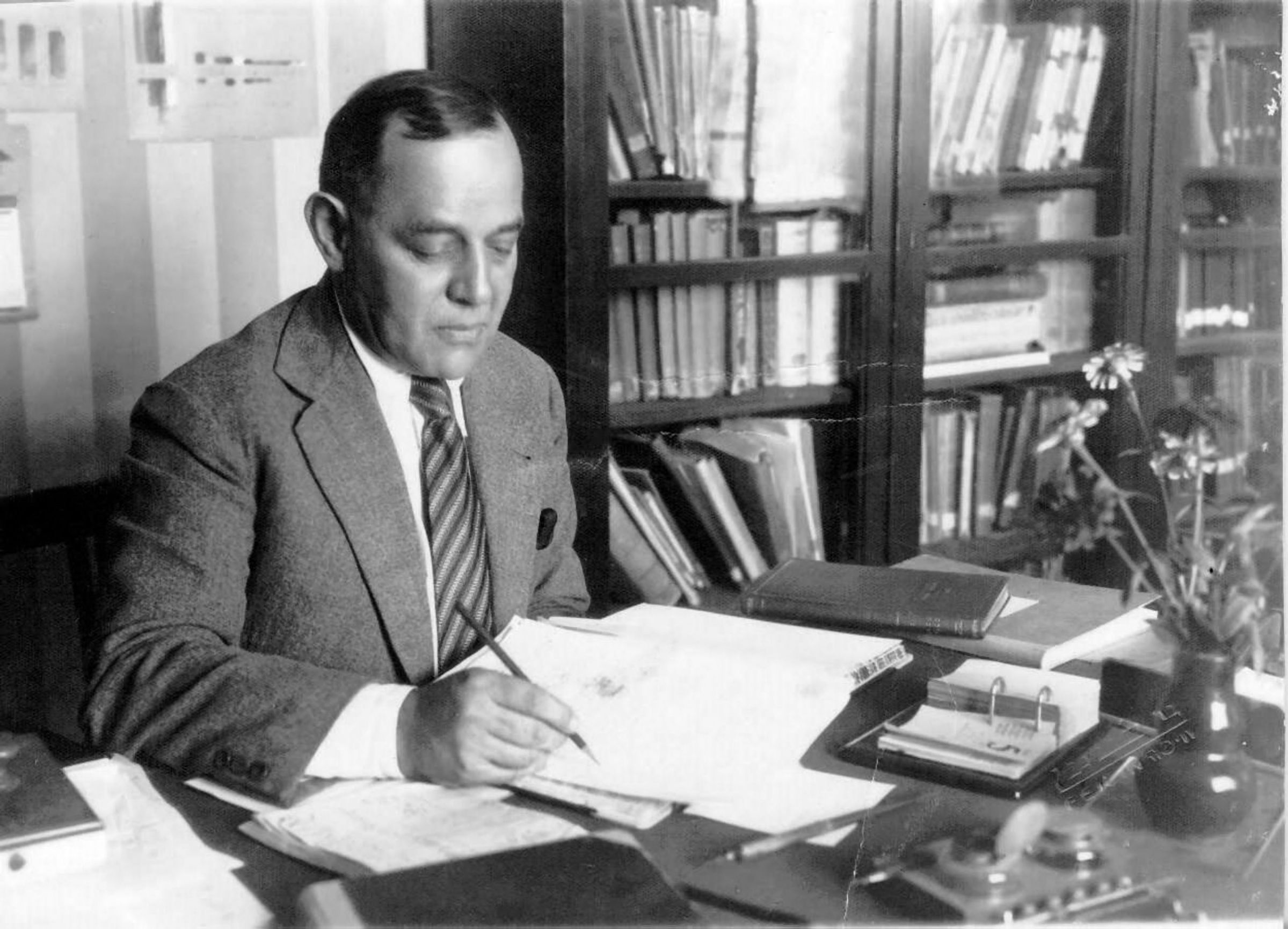
Arthur Biram, 1928

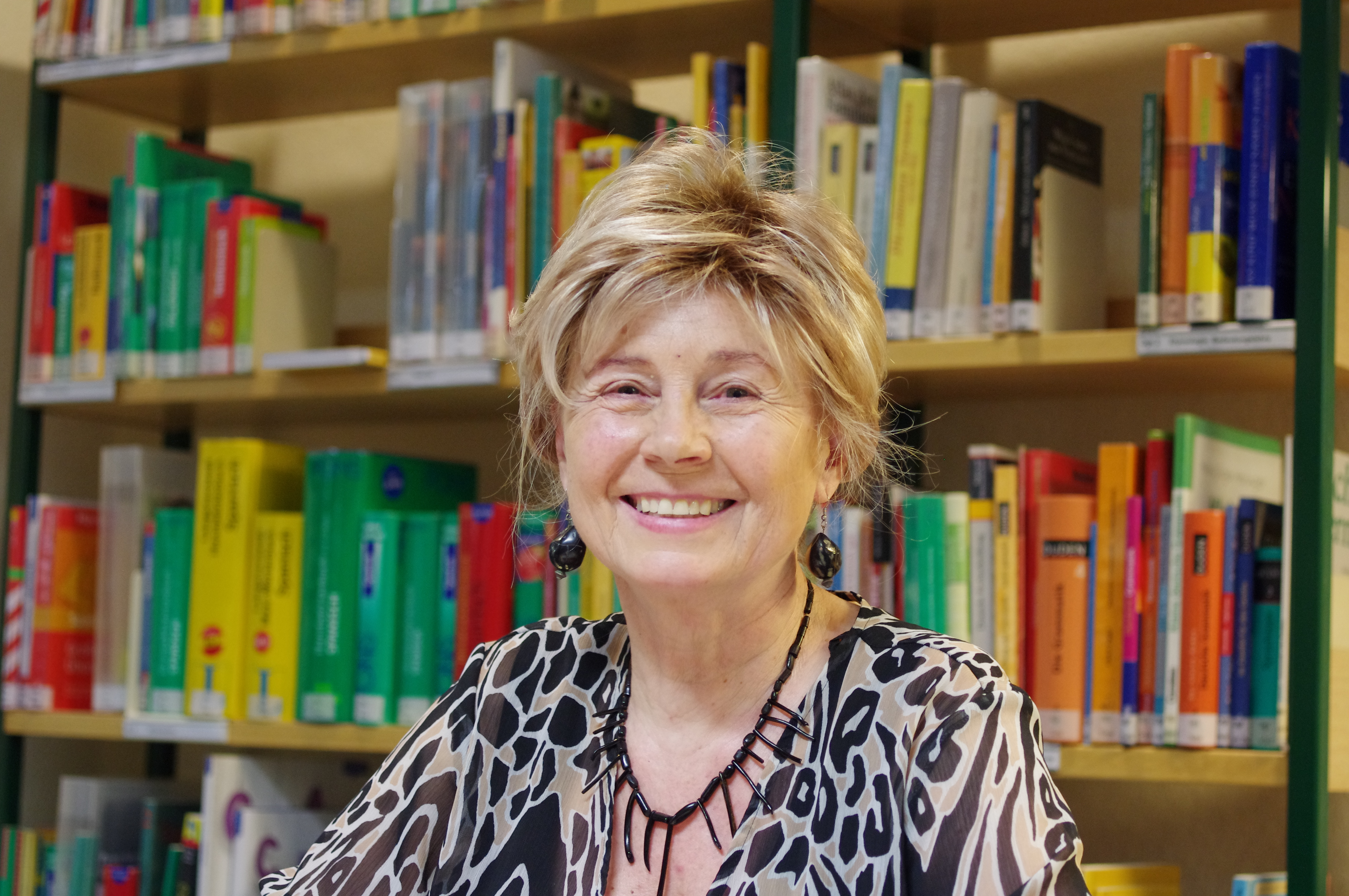
Carmen Rohrbach, 2013

- Georg Winckler († 1527), Reformator und Kirchenlieddichter
- Johann Weber († um 1613), Pädagoge, Rektor der kurfürstlichen Landesschule St. Augustin in Grimma
- Christian Heckel († 1705), Radierer und Kupferstecher, Chronist[2]
- Christian Heckel (1676–1744), Lehrer und Organist, Musiker, Dichter und Verleger[3]
- Christian Adolph Klotz (1738–1771), Philologe
- Karl Friedrich Bahrdt (1740–1792), evangelischer Theologe und Schriftsteller im Zeitalter der Aufklärung
- Georg Fesser (1741–1792), Hofapotheker[4]
- Benjamin Ferdinand Herrmann (1757–1837), lutheranischer Geistlicher in Markersdorf
- Friedrich August Süßmilch (1770–1854), Justizamtmann[5]
- Robert Heller (1812–1871), Schriftsteller
- Walther Hesse (1846–1911), Mediziner und Mikrobiologe
- Max Neumeister (1849–1929), geboren in Kleindrebnitz, Direktor der Forstakademie Tharandt
- Friedrich Louis Hesse (1849–1906), Zahnmediziner
- Edmund Kletzsch (1855–1925), Begründer der Edmund Kletzsch Maschinenfabrik
- Heinrich Gräfe (1857–1917), Blumenfabrikant, Weinhändler und Mitglied des Deutschen Reichstags
- Johannes Fürchtegott Pache (1857–1897), Komponist, Dirigent und Kantor von internationalem Ruf[6]
- Carl Bruno Max Steglich (1857–1929), geboren in Kleindrebnitz, Agrarwissenschaftler
- Hermann Friedrich Vetter (1859–1928), geboren in Großdrebnitz, Pianist und Musikpädagoge
- Heinrich Bernhard Nitsche (1861–1942), Jurist und sächsischer Staatsbeamter
- Max Kumbier (1867–1937), Ministerialbeamter
- Oskar Ernst Bernhardt (1875–1941), Verfasser der Gralsbotschaft: Im Lichte der Wahrheit, auf die sich die Gralsbewegung gründet. Er war ein selbsternannter Messias.
- Hans Volkmann (1875–1946), Musikwissenschaftler und Pädagoge
- Arthur Biram (1878–1967), israelischer Philosoph, Philologe und Pädagoge, Gründer und erster Direktor der Reali-Schule in Haifa
- Erich Lindenau (1889–1955), Maler
- Walther Hille (1894–1945), Jurist, Polizeibeamter und SS-Führer
- Margaret Leischner (1907–1970), Textildesignerin und Hochschullehrerin
- Hans Kettner (1919–2011), Politiker (SPD) und Bezirksbürgermeister von Schöneberg
- Dietrich Zühlke (1925–1983), Geograph
- Günther Wyschofsky (* 1929), Wirtschaftsfunktionär, langjähriger Minister für Chemische Industrie der DDR
- Theodor Seidel (* 1931), Jurist, Vorsitzender Richter am Landgericht Berlin
- Hans Dimler (* 1932), Kaufmann, Manager von Schuhfabriken, Direktor der Schuhfabrik Ferdinand Rinne in Hessisch Oldendorf
- Friedrich Reinhard Schmidt (* 1937), Ingenieur und Philosoph, Rektor der Hochschule Mittweida 1990–2000
- Günter Katsch (1939–2021), Historiker
- Dietmar Gubsch (* 1941), Künstler
- Ulrich Griebel (1942–2023), Dramaturg und Hörspielautor
- Jochen Rücker (* 1944), Fußballspieler und -trainer
- Kurt Neumann (1945–2021), Politiker (SPD/PDS/Die Linke) Bundesvorsitzender des Sozialistischen Hochschulbundes, und Bundestagsabgeordneter
- Carmen Rohrbach (* 1948), Biologin und Reiseschriftstellerin
- Steffen Grafe (1950–2017), Buchbinder, Stadtrat, Politiker (FDP)
- Reiner Ende (1953–2022), Maler und Grafiker
- Frank Hocker (1956–2023), Gitarrist und Sänger
- Lutz Hillmann (* 1959), Theaterschauspieler, -regisseur und -intendant
- Ulrich Oehme (* 1960), Politiker (AfD), Bundestagsabgeordneter
- Andreas Erler (* 1961), Politiker (CDU), Oberbürgermeister Bischofswerdas

## Persönlichkeiten mit Bezug zu Bischofswerda (alphabetische Reihung)
- Benno von Meißen (1010–1106), Bischof von Meißen
- Frank Fiedler (1930–2018), Lehrer und Heimatforscher
- Hanns Georgi (1901–1989), Maler, Leiter einer Lehrerinnenbildungsanstalt
- Siegfried Hedusch (1925–2003), Kunstpädagoge und volkskünstlerischer Maler
- Carl August Lohse (1895–1965), bedeutender Maler des deutschen Expressionismus nach dem Ersten Weltkrieg
- Hans Meyer (1925–1982), Keramiker
- Karl Wilhelm Mittag (1813–1864), Stadtchronist
- Hellmuth Muntschick (1910–1943), expressionistischer Holzschnittkünstler und Maler
- Michael Pusch († 1657), Archidiakon und Historiker[7]
- Christian Richter (um 1625–1684), Baumeister und Ratsmaurermeister
- Osmar Schindler (1867–1927), Maler, Professor an der Kunstakademie Dresden
- Karl Hermann Steudtner (1855–1940), Lehrer und Heimatforscher[8]
- Gottlob Friedrich Thormeyer (1775–1842), Hofbaumeister, leitete den Wiederaufbau nach dem Stadtbrand von 1813